# Broomfleet
Broomfleet är en ort och civil parish i Storbritannien.   Den ligger i kommunen East Riding of Yorkshire och riksdelen England, i den sydöstra delen av landet, 250 km norr om huvudstaden London. Broomfleet ligger 5 meter över havet och antalet invånare är 302.
Terrängen runt Broomfleet är huvudsakligen platt, men åt nordost är den kuperad. Runt Broomfleet är det ganska tätbefolkat, med 139 invånare per kvadratkilometer. Närmaste större samhälle är Scunthorpe, 17,1 km söder om Broomfleet. Trakten runt Broomfleet består till största delen av jordbruksmark.